# Kepler-1649c

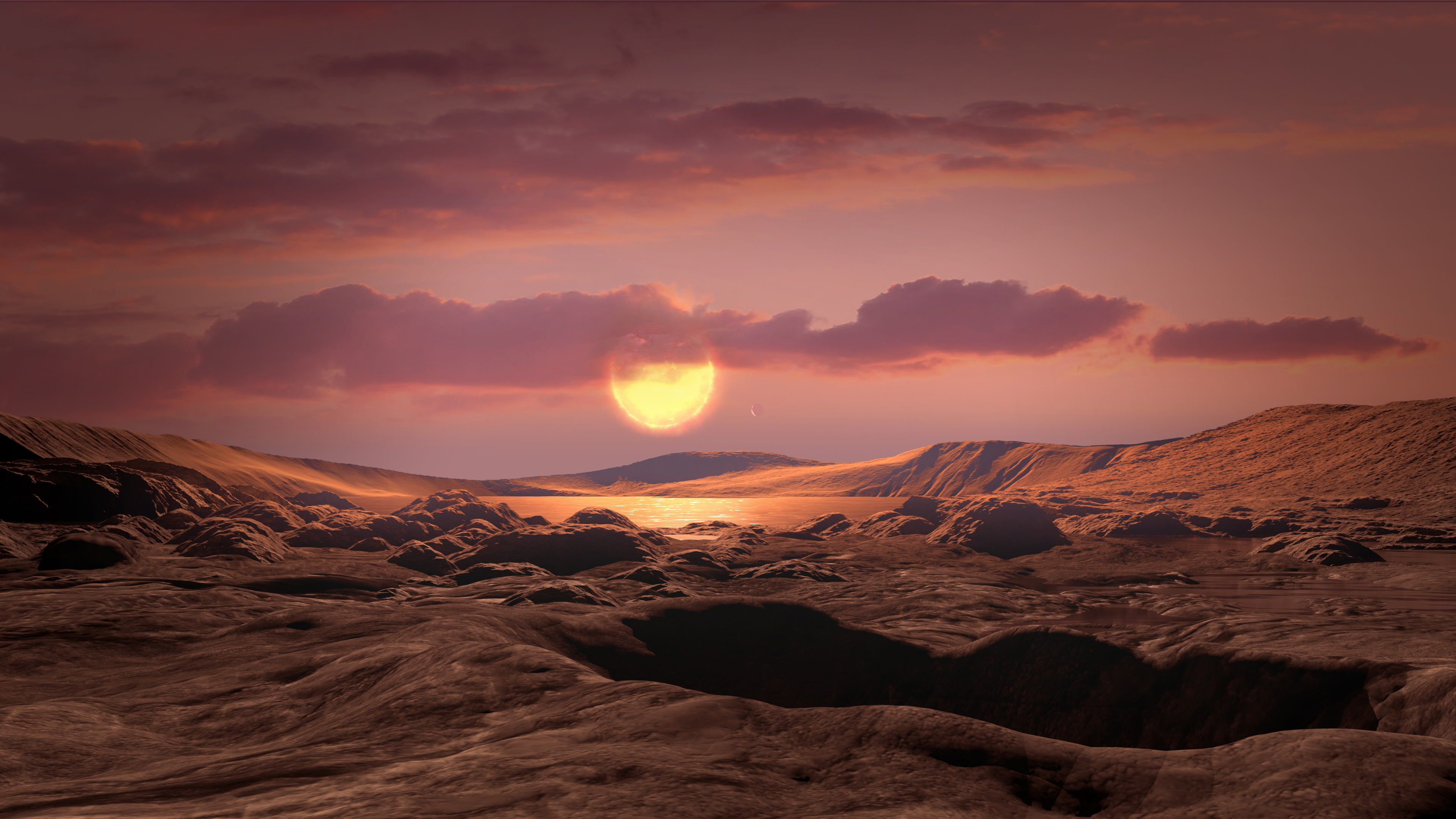
Художнє зображення поверхні планети Kepler-1649c, зірки Kepler-1649 і планети Kepler-1649 b

Kepler-1649c — екзопланета, що обертається навколо червоного карлика Kepler-1649, на відстані близько 300 світлових років від Землі. У 2020 році директор наукового бюро SETI K2 Джефф Кафлін назвав її «найбільш схожою на Землю планетою», виявлену космічним телескопом Кеплер. Спочатку планета вважалася хибнопозитивною за алгоритмом робоветтера Кеплера. Проте робоча група Kepler False Positive спростувала це і опублікувала  результати свого дослідження 15 квітня 2020 року .

## Характеристики

### Маса і орбіта
Екзопланета була ідентифікована НАСА як скеляста і дуже близька за розміром до Землі (1,06 R⊕). Знаходиться в межах жилої зони.

### Клімат
Інформації про клімат Kepler-1649c дуже мало. Планета отримує 75 % світла зірки, відносно Землі. Рівноважна температура її поверхні оцінюється в 234 K. Виходячи з цього, в залежності від атмосфери, температура її поверхні може бути достатньо близькою до температури Землі, що дає можливість існуванню води в рідкому вигляді. Склад атмосфери невідомий.

## Населеність
Планета знаходиться в зоні придатній до життя, але через нестачу інформації про атмосферу екзопланети неясно, чи зможе Kepler-1649c на своїй поверхні підтримувати воду в рідкому стані. Станом на 2020 рік на зірці Kepler-1649 ще не спостерігалося ніяких сонячних спалахів. Тим не менш, вчені вважають, що такий тип зірки схильний до виникнення частих сонячних спалахів, які могли б знищити атмосферу екзопланети і перешкодити виникненню життя.